# 崔貴妃 (宋)
貴妃崔氏（きひ さいし、1091年 - ?）は、北宋の徽宗の側室。

## 生涯
寵愛を受け、平昌郡君、才人、美人、婕妤となり、嬪、淑妃に進み、貴妃にいたった。1人の皇子と5人の帝姫を産んだ。
安妃劉氏（明節皇后）が後宮に入ると、この新しい寵姫に寵愛を奪われた。さらに、唯一の男子も夭折した。崔氏は、寵愛が戻ることと男子を再び産むことを願い、巫師の劉康孫に呪法を行わせた。宣和3年4月2日（1121年4月27日）、劉氏は急死した。徽宗はその死を悼み、かつ不審を抱いた。劉氏の葬儀で、鄭皇后や他の寵妃らは徽宗に媚を売って泣き叫んだが、崔氏は悲しむ様子を見せなかった。崔氏は徽宗の怒りを買い、劉氏の呪殺を疑われたが、崔氏は怒って否認した。結局、7月3日に崔氏は庶人に落とされて別宅に置かれ、呪法を行った劉康孫は斬刑、崔氏の兄ら一族も免職された。
靖康の変の際、崔氏はそうした状況であったものの、徽宗や欽宗らと共に金に連行された。以後の動静は不明であるが、『三朝北盟会編』（1162年完成）によると、同書の頃まで金で健在であったという。

## 子女
- 趙金仙（徽福帝姫）
- 趙三金（敦福帝姫）
- 趙椿（漢王）
- 趙串珠（寧福帝姫）
- 趙香雲（仁福帝姫）
- 趙仏保（永福帝姫）

## 伝記資料
- 『宋史』
- 『貴妃崔氏降為庶人制』
- 『宋会要輯稿』
- 『三朝北盟会編』
- 『靖康稗史箋證』